# Daphne Oram
Daphne Blake Oram (* 31. Dezember 1925 in Devizes; † 5. Januar 2003 in Maidstone) war eine britische Komponistin und Pionierin elektronischer Musik und die erste Frau, die ein elektronisches Musikinstrument konstruierte. Sie war die Erfinderin der Oramics-Technik, einer eigenen Version der gezeichneten Tonerzeugung und eine der ersten britischen Komponistinnen, die elektronische Klänge produzierte und die Methode der Musique Concrète im Vereinigten Königreich anwandte. Als Mitbegründerin des BBC Radiophonic Workshops wurde sie zu einer zentralen Figur in der Entwicklung der elektronischen Musik. Sie war auch die erste Frau, die ein unabhängiges persönliches Studio für elektronische Musik einrichtete und leitete.

## Privates und Ausbildung
Oram wurde als Tochter von James und Ida Oram am 31. Dezember 1925 in Devizes in der Grafschaft Wiltshire geboren. Sie wurde an der Sherborne School for Girls ausgebildet und erhielt von klein auf Klavier-, Orgel- und Kompositionsunterricht. Ihr Vater war in den 1950er-Jahren Präsident der Wiltshire Archeological Society. Das Haus ihrer Kindheit lag etwa 15 Kilometern von den Steinkreisen von Avebury und 30 Kilometer von Stonehenge entfernt. Oram wurde ein Studienplatz am bekannten Royal College of Music angeboten, doch stattdessen nahm sie eine Stelle bei der BBC an.

## Berufliches Wirken

### Arbeit bei der BBC
Ab 1942 arbeitet Oram als Junior-Studiotechnikerin bei der BBC. Zu ihren Aufgaben gehörte es, bei Live-Konzerten eine vorher aufgezeichnete Version vorzuhalten, so dass die Sendung weitergehen konnte, auch wenn die Übertragung unterbrochen wurde. Weitere Aufgaben waren das Erstellen von Soundeffekten für Radiosendungen und das Einstellen der Sendepegel. Während dieser Zeit wurde sie auf die Entwicklungen im Bereich des synthetischen Klangs aufmerksam.
In den 1940er Jahren widmete sie sich auch der Komposition von Musik und schuf u. a. ein Orchesterwerk mit dem Titel Still Point. Dabei handelte es sich um ein innovatives Stück für Plattenspieler, Doppelorchester und fünf Mikrofone. Viele halten Still Point für die erste Komposition, die akustische Orchestrierung mit elektronischer Live-Manipulation kombinierte. Von der BBC abgelehnt und nie aufgeführt, blieb Still Point 70 Jahre lang ungehört, bis es am 24. Juni 2016 von Shiva Feshareki und dem London Contemporary Orchestra zum ersten Mal aufgeführt wurde. Nach der Entdeckung der endgültigen Partitur wurde die revidierte Fassung von Still Point am 23. Juli 2018 bei The Proms in London von Shiva Feshareki und James Bulley – die die Komposition nach den Noten von Oram realisierten – zusammen mit dem London Contemporary Orchestra uraufgeführt.
Mit dem Aufkommen der Tonbandgeräte in den 1950er Jahren begann Oram damit zu experimentieren. Oram erkannte, dass sich diese nicht nur zur Aufnahme, sondern auch zum Komponieren einer neuen Art von Musik eigneten, wobei nicht primär Musik von Instrumenten, sondern Geräusche des Alltags nutzbar waren. Nach Dienstschluss experimentierte sie bis spät in die Nacht mit Bandgeräten aus leeren Studios. Sie nahm Geräusche auf und schnitt, trennte und loopte sie, verlangsamte sie, beschleunigte sie und spielte sie rückwärts ab.
Leider bestand seitens der BBC zu der Zeit kaum Interesse. Als sie versuchte, eine Abteilung für Klangexperimente anzuregen, musste sie sich sagen lassen, dass die BBC über eine ausreichende Zahl an Orchestern verfüge, um alle möglichen Klänge zu erzeugen. Dennoch wurde schließlich ein Ausschuss eingesetzt, der sich mit „Elektrophonischen Effekten“ befassen sollte, allerdings wollte man Oram daran nicht beteiligen.

„Sie wollten meine Arbeit, aber sie wollten mich nicht“

Nach einer Reise zu den RTF-Studios in Paris begann sie sich weiter bei der BBC dafür einzusetzen, dass die BBC Einrichtungen für elektronische Musik zur Verfügung stellt, um Klänge und Musik zu komponieren und die Techniken der elektronischen Musik und musique concrète für die Programmgestaltung zu nutzen. 1957 erhielt sie den Auftrag, Musik für Jean Giraudoux’ Theaterstück Amphitryon 38 zu komponieren. Sie schuf diese Musik unter Verwendung eines Sinuswellen-Oszillators, eines Tonbandgerätes sowie einiger selbst entworfener Filter und schuf damit die erste vollständig elektronische Partitur in der Geschichte der BBC. Zusammen mit dem Toningenieur Desmond Briscoe, einem elektronischen Musiker und BBC-Kollegen, erhielt sie Aufträge für viele weitere Werke, darunter eine bedeutende Produktion von Samuel Becketts All That Fall (1957). Als die Nachfrage nach diesen elektronischen Klängen wuchs, stellte die BBC Oram und Briscoe endlich Anfang 1958 ein Budget zur Verfügung, um den BBC Radiophonic Workshop zu gründen – 16 Jahre, nachdem Oram zur BBC gekommen war. Die beiden erhielten einen freien Raum in den Maida Vale Studios und einige veraltete Geräte, um frei arbeiten zu können. Um mögliche Konfrontationen mit den Orchestern, dem Musikerverband und den Musikabteilungen der BBC zu vermeiden, mussten sie das Wort „Musik“ im Namen des Projekts vermeiden, daher die Bezeichnung „BBC Radiophonic Workshop“. Oram wurde zur ersten Studioleiterin befördert. Der Workshop konzentrierte sich auf die Erstellung von Soundeffekten und Themenmusik für die gesamte Produktion des Unternehmens, darunter die Science-Fiction-Serie Quatermass and the Pit (1958–59) und „Major Bloodnok's Stomach“ für die Radio-Comedy-Serie The Goon Show.
Im Oktober 1958 wurde Oram von der BBC zu den „Journées Internationales de Musique Expérimentale“ auf der Weltausstellung in Brüssel geschickt, wo Edgard Varèse sein Poème électronique vorführte. Nachdem sie einige Werke ihrer Zeitgenossen gehört hatte und unglücklich darüber war, dass die Musikabteilung der BBC sich weiterhin weigerte, elektronische Komposition stärker zu fördern, beschloss sie, weniger als ein Jahr nach Eröffnung des Workshops aus der BBC auszutreten, in der Hoffnung, ihre Techniken aus eigener Kraft weiterentwickeln zu können.
1965 produzierte Oram Pulse Persephone für die Ausstellung Treasures of the Commonwealth in der Royal Academy of the Arts.

### Filmmusik
Oram lieferte die prominenten elektronischen Klänge für den Soundtrack von Dr. No (1962), was ihr aber nicht zugeschrieben wurde. Diese Klänge wurden in den James-Bond-Filmen bis zu Goldfinger (1964) verwendet. Oram fügte auch dem Soundtrack von Snow (1963), einem kurzen Dokumentarfilm von Geoffrey Jones, Sounds hinzu. Nach dem Erfolg von Snow arbeitete sie erneut mit Jones zusammen und wurde für die elektronische Bearbeitung (der Musik) von Rail (1967) gewürdigt.

### Oramics

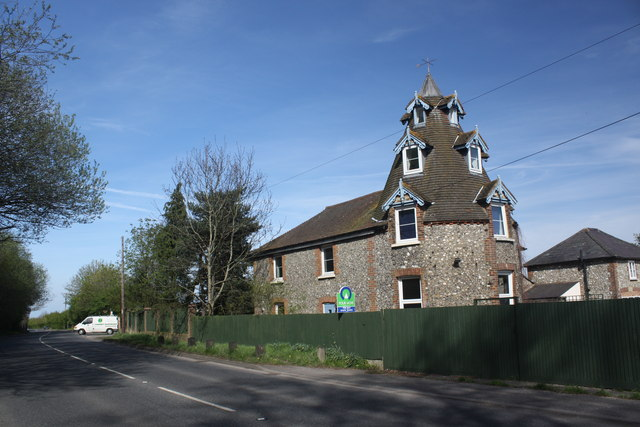
Tower Folly in Fairseat, Kent, wo Oram ihr Studio betrieb

Unmittelbar nachdem sie 1959 die BBC verlassen hatte, begann Oram mit der Einrichtung ihres Oramics Studios für elektronische Komposition in Tower Folly, einem umgebauten Haus in Fairseat in der Grafschaft Kent.

“We will be entering a strange world where composers will be mingling with capacitors, computers will be controlling crotchets and, maybe, memory, music and magnetism will lead us towards metaphysics.”

„Wir werden eine seltsame Welt betreten, in der sich Komponisten mit Kondensatoren vermischen, Computer die Häkelarbeit steuern und vielleicht werden uns Erinnerung, Musik und Magnetismus in Richtung Metaphysik führen.“

Oramics ist eine Technik der Grafischen Tonerzeugung, bei der direkt auf 35mm-Filmmaterial gezeichnet wird. In die Filmstreifen hinein geätzte Formen und Motive werden von fotoelektrischen Zellen erfasst und in elektrische Tonsignale umgewandelt. Nach Oram muss „jede Nuance, jede Feinheit der Phrasierung, jede Tonabstufung oder Tonhöhenmodulation allein durch eine Änderung der Schriftform möglich sein“. Die Oramics-Technik und die Flexibilität der Kontrolle über die Klangnuancen war ein völlig neuer und innovativer Ansatz für die Musikproduktion.
Aufgrund finanzieller Zwänge war es notwendig, ihre Arbeit als kommerzielle Komponistin aufrechtzuerhalten, und ihre Arbeit am Oramics-System umfasste ein breiteres Spektrum als der Radiophonic Workshop. Sie produzierte nicht nur Musik für Radio und Fernsehen, sondern auch für Theater, kommerzielle Kurzfilme, Toninstallationen und Ausstellungen. Weitere Arbeiten aus diesem Studio umfassten elektronische Klänge für Jack Claytons Horrorfilm The Innocents (1961), Konzertwerke, darunter Four Aspects (1960) und die Zusammenarbeit mit den Opernkomponisten Thea Musgrave und Ivor Walsworth.

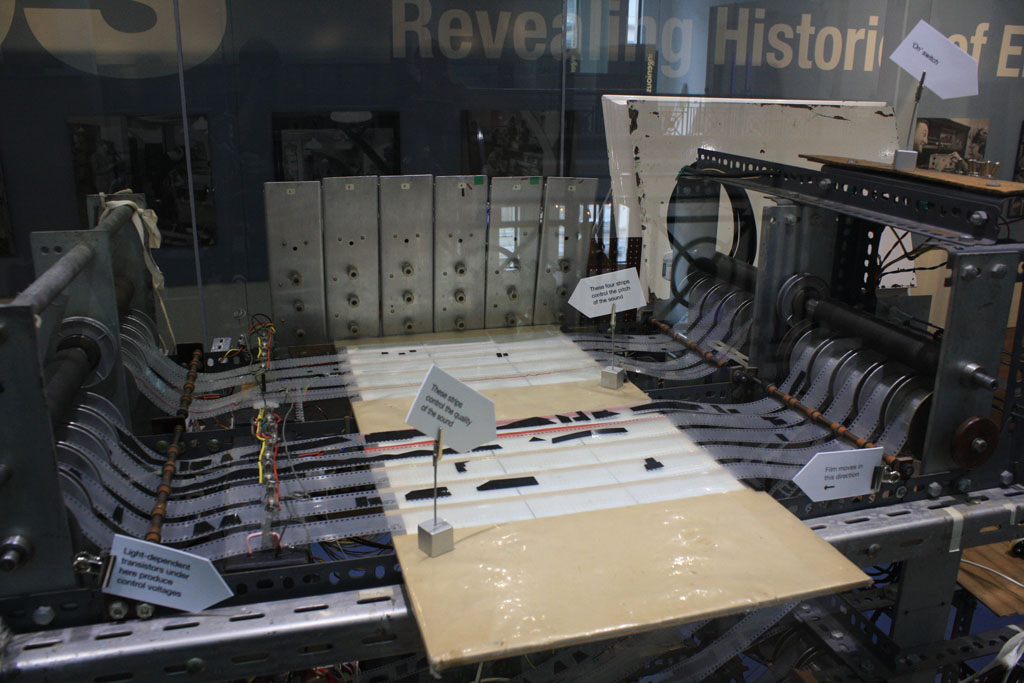
Oramics system im Science Museum, London (2011)

Im Februar 1962 erhielt sie von der Gulbenkian-Stiftung ein Stipendium in Höhe von £3.550 (heute ca. GBP 76.000) zur Unterstützung der Entwicklung des Oramics-Systems. Ein zweites Gulbenkian-Stipendium in Höhe von £1.000 wurde 1965 gewährt. Die erste vollständig mit der Maschine gezeichnete Klangkomposition mit dem Titel Contrasts Essonic wurde 1968 aufgenommen. Im Zuge der Weiterentwicklung der Oramics-Forschung wandte sich Oram den subtilen Nuancen und Interaktionen zwischen klanglichen Parametern zu. In dieser Phase nutzte sie Oramics zur Klangforschung im Bereich des nichtlinearen Verhaltens des menschlichen Ohrs und auf die Wahrnehmungen der Welt durch das Gehirn an. Sie benutzte das System zur Untersuchung von Schwingungsphänomenen, unterteilt in „kommerzielle Oramatik“ und „mystische Oramatik“. In ihren Notizen definierte Oram die Oramatik als „das Studium des Klangs und seiner Beziehung zum Leben“.
In den 1980er-Jahren arbeitete Oram an der Entwicklung einer Softwareversion von Oramics für den Acorn Archimedes Computer unter Verwendung von Zuschüssen des RVW-Trusts von Ralph Vaughan Williams. Sie wollte ihre „Mystische Oramatik“-Forschung fortsetzen, aber der Mangel an finanziellen Mitteln verhinderte, dass dieses Projekt vollständig realisiert werden konnte.

## Tod
In den 1990er-Jahren erlitt Oram zwei Schlaganfälle und war gezwungen, ihre Arbeit aufzugeben und später in ein Pflegeheim umzuziehen. Sie starb am 5. Januar 2003 im Alter von 77 Jahren.

## Archiv
Nach dem Tod von Oram ging ein umfangreiches Archiv zu ihrem Lebenswerk an den Komponisten Hugh Davies über. Nachdem auch dieser 2005 gestorben war, ging dieses Material an die britische Vereinigung Sonic Arts Network über. Im Jahr 2008 ging das Archiv an Goldsmiths, University of London, und wird nun in der Bibliothek innerhalb der Goldsmiths Special Collections & Archives aufbewahrt, wo es für die Öffentlichkeit zugänglich ist und für laufende Forschungen genutzt werden kann. Der Start des Archivs wurde mit einem Symposium und einer Reihe von Konzerten im Southbank Center gefeiert. Dazu gehörte auch ein Konzert mit neu überarbeiteten Versionen von Material aus der Sammlung der Musik-Collage-Künstlerin People Like Us (Vicki Bennett).
Im Jahr 2007 wurde eine Zusammenstellung ihrer Musik mit dem Titel Oramics veröffentlicht.
2008 wurde ein Dokumentarfilm von BBC Radio 3 über das Leben von Oram als Teil der Sunday-Feature-Serie mit dem Titel Wee Have Also Sound-Houses

## Vermächtnis
Daphne Oram stellte sich eine räumliche Klangbehandlung und -verstärkung bei der Aufführung vor, lange bevor Klangbegriffe wie „Raumklang“ verwendet wurden. Ihre Tonbandtechniken beim Radiophonic Workshop wurden über viele Jahrzehnte hinweg in vielen Genres weltweit einflussreich. Ihre Arbeit beim Radiophonic Workshop trug auch dazu bei, den Weg für Delia Derbyshire zu ebnen, die 1960 bei der BBC ankam und später das ursprüngliche Doctor-Who-Thema mitgestaltete.
Als Schöpferin von Oramics half sie mit, den Grundstein für die moderne elektronische Musikproduktion zu legen. Sie förderte in ihren Schriften die Musikphilosophie und widmete sich der Betrachtung der menschlichen Komponente im Zusammenhang mit Klang und Resonanzfrequenzen. In ihrem unvollendeten Manuskript The Sound of the Past – A Resonating Speculation postulierte sie, dass die antiken Zivilisationen dies in einem hochentwickelten Grad getan haben könnten. In einem Brief an Sir George Trevelyan drückte Oram die Hoffnung aus, dass ihre umfassende Arbeit über Oramics Samen hervorbringe, die im 21. Jahrhundert reifen würden. 
Das Daphne Oram Creative Arts Building an der Canterbury Christ Church University wurde 2019 eröffnet.

### The Wire
Ein ausführlicher Bericht über die Musikphilosophie von Daphne Oram wurde in der August-Ausgabe 2011 des Magazins The Wire veröffentlicht.

### Clicktribute
In ihrer ersten Sendung im Jahr 2012 zeigte die BBC-Techniksendung Click eine Abhandlung über Daphne Oram und ihren Synthesizer, hauptsächlich angeregt durch die dreiteilige Oramics Machine, die im Science Museum, London, während einer einjährigen Ausstellung über die Geschichte der elektronischen Musik, zu sehen war. Es wurde gezeigt, wie die Maschine in einer großen Vitrine installiert wurde, und beschrieben, dass sie aufgrund ihres zerbrechlichen Zustands nicht mehr gespielt werden konnte. Es wurde jedoch eine interaktive, virtuelle Version der Maschine geschaffen, die es den Besuchern erlaubte, eigene Kompositionen zu schaffen. Die Dokumentation enthielt Archivmaterial von Oram, das die Entwicklung von Oramics, den Prozess des „Zeichnens“ und das Abspielen durch die Maschine zeigt.
In dieser Dokumentation wird Daphne Oram als „eine unbesungene Heldin“ der elektronischen Musik gewürdigt.

### Daphne Oram's Wonderful World of Sound
Daphne Oram's Wonderful World of Sound ist ein Stück, das Orams Leben und Karriere detailliert beschreibt. Es wurde von Blood of the Young und Tron Theatre präsentiert. Das Stück wurde am 9. Mai 2017 in Glasgow uraufgeführt und tourte von Mai 2017 bis Juni 2017 durch Schottland. Es wurde von Isobel McArthur geschrieben und von Paul Brotherston inszeniert. Das Stück wurde live von Anneke Kampman eingespielt, einer schottischen elektronischen Klangkünstlerin.

### Auszeichnung Oram Awards
Die Oram-Awards wurden von der PRS-Stiftung und dem New BBC Radiophonic Workshop ins Leben gerufen, um „aufstrebende Künstler in den Bereichen Musik, Klang und verwandte Technologien zu Ehren von Daphne Oram und anderen Pionierinnen in Musik und Klang“ zu würdigen. Die erste Verleihung der Oram Awards fand am 3. Juli 2017 im Turner Contemporary in Margate statt, als Teil des Oscillate Festival of Experimental Music And Sound. Zwei Innovatorinnen erhielten die höchste Auszeichnung in Höhe von 1.000 £, während sechs weitere Innovatorinnen 500 £ erhielten.

## Diskographie
- Electronic Sound Patterns (1962), single,[41] also included on Listen, Move and Dance Volume 1 from same year with work from Vera Gray[42]
- Oramics (2007), compilation on Paradigm Discs[34]
- Spaceship UK: The Untold Story of the British Space Programme (2010), promotional 7  split single mit Belbury Poly[43]
- Private Dreams and Public Nightmares (2011), remix album von Andrea Parker and Daz Quayle auf Aperture[44]
- The Oram Tapes: Volume 1 (2011), compilation auf Young Americans[45]
- Sound Houses (2014), remix album von Walls[46]
- Pop Tryouts (2015), mini album auf Cassette und download auf Was Ist Das?[47]